# Ateleopus japonicus
Ateleopus japonicus är en fiskart som beskrevs av Bleeker, 1853. Ateleopus japonicus ingår i släktet Ateleopus och familjen Ateleopodidae. IUCN kategoriserar arten globalt som livskraftig. Inga underarter finns listade.

## Bildgalleri

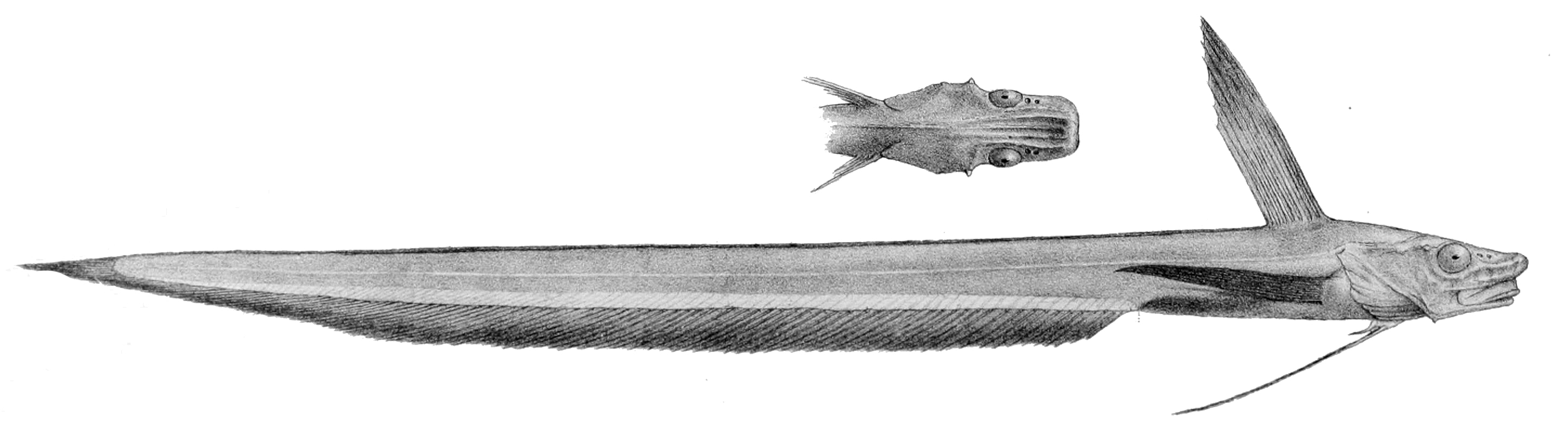